# 中平邦彦
中平 邦彦（なかひら くにひこ、1938年 - ）は、日本の将棋観戦記者、ジャーナリスト、ノンフィクション作家。筆名=原田 史郎。武庫川女子大学講師。現代風俗研究会、日本文芸家協会会員。 

## 略歴
兵庫県芦屋市生まれ。同志社大学卒業。神戸新聞社に入社、論説委員長、1988年、論説副委員長。
将棋の観戦記者としても知られ、東京新聞などの王位戦（神戸新聞社は1973年から主催に加わる）で執筆も行う。1987年「パルモア病院日記－三宅廉と二万人の赤ん坊たち」で第11回井植文化賞(報道出版部門)。2017年、第24回大山康晴賞を受賞。

## 著書
- 棋士・その世界 中平邦彦 著 講談社 1974　のち文庫
- 名人谷川浩司 中平邦彦 著 池田書店 1984
- パルモア病院日記 : 三宅廉と二万人の赤ん坊たち 中平邦彦 著 新潮社 1986　のち文庫
- 敗局は師なり : 知られざる名勝負物語 中平邦彦 著 講談社 1987
- 棋士ライバル物語 : 強者たちの盤上盤外 中平邦彦 著 主婦と生活社 1990
- 飛翔 : 谷川浩司永世名人への道 中平邦彦 著 日本将棋連盟 1997
- 西からきた凄い男たち : と金に懸けた夢 中平邦彦 著 清流出版 2003